# Aeroporto di Yaoundé-Nsimalen
L'Aeroporto di Yaoundé-Nsimalen (IATA: NSI, ICAO: FKYS) (in francese: Aérodrome de Yaoundé-Nsimalen), definito come internazionale dalla ASECNA, è l'aeroporto camerunese della capitale Yaoundé situato nella parte meridionale del Camerun, 16 km a sud dalla città, nella regione del Centro. La struttura è dotata di una pista di asfalto lunga 3400 m e larga 45 m, l'altitudine è di 694 m, l'orientamento della pista è RWY 01-19. L'aeroporto è aperto al traffico commerciale 24 ore al giorno.